# Голендри-Кузьмінські
Голендри-Кузьмінські (пол. Holendry Kuźmińskie) — село в Польщі, у гміні Козениці Козеницького повіту Мазовецького воєводства.
Населення — 128 осіб (2011).
У 1975-1998 роках село належало до Радомського воєводства.

## Демографія
Демографічна структура станом на 31 березня 2011 року:
|          | Загалом | Допрацездатний вік | Працездатний вік | Постпрацездатний вік |
| -------- | ------- | ------------------ | ---------------- | -------------------- |
| Чоловіки | 63      | 19                 | 35               | 9                    |
| Жінки    | 65      | 9                  | 37               | 19                   |
| Разом    | 128     | 28                 | 72               | 28                   |